# Mars 1893

## Événements
- Rabah détruit la capitale du royaume du Baguirmi. Ensuite Rabah attaque le Bornou et ruine Kouka, la capitale. Il tue le sultan Hachem, puis se lance à la poursuite de son successeur, qui s’est réfugié au Gober. Mais les troupes du souverain du Sokoto lui barrent le passage et il revient au Bornou.

- 4 mars : début de la présidence démocrate de Grover Cleveland aux États-Unis (fin en 1897).

- 9 mars (Éthiopie) [1]: signature de la convention pour la construction d’une ligne de chemin de fer entre Addis-Abeba et Djibouti par une compagnie française. Elle amène la fondation de Diré-Daoua.

- 9 - 23 mars, procès de Panamá : procès des parlementaires poursuivis pour corruption devant la cour d'assises de la Seine à Paris.

- 10 mars : la Côte d'Ivoire devient une colonie française.

- 15 mars[2] : protectorat britannique sur les îles Salomon du centre et du sud.

- 30 mars, France : démission du second cabinet Ribot.

## Naissances
- 3 mars : Judith Alpi, peintre chilienne († 5 février 1983).
- 18 mars : Olivier Guimond, père, comédien franco-canadien du burlesque († 9 octobre 1954).
- 21 mars : Sidney Franklin, réalisateur, scénariste, acteur et producteur américain († 18 mai 1972).
- 22 mars :
  - Bernard Fleetwood-Walker, peintre britannique († 30 janvier 1965).
  - Rasmus Sørnes, inventeur, horloger et technicien de radio norvégien († 15 février 1967).
- 23 mars : René Vermandel, coureur cycliste belge († 20 avril 1958).
- 29 mars : Dora Carrington, peintre et décoratrice britannique († 11 mars 1932).

## Décès
- 5 mars : Charles-Philippe Place, cardinal français, archevêque de Rennes (° 14 février 1814).
- 15 mars : Frédéric de Civry, coureur cycliste français (° 21 août 1861).
- 17 mars : Jules Ferry, homme politique français (° 1832).
- 30 mars : Jane Sym, femme d'Alexander Mackenzie.